# Esquete
Esquete (português brasileiro) ou rábula (português europeu) (também usado o termo no inglês, sketch, do qual deriva o termo brasileiro, ou possivelmente de skit do mesmo significado; "sátira ou paródia") é um termo utilizado para se referir a pequenas peças ou cenas dramáticas, geralmente cômicas e com menos de dez minutos de duração (com tal duração, alguns autores já as consideram como peças propriamente ditas). São frequentes em programas cômicos de televisão, mas também há casos da sua utilização em videos da internet, no cinema ou no teatro, como, por exemplo, na comédia stand up e nos cafés-concerto.  

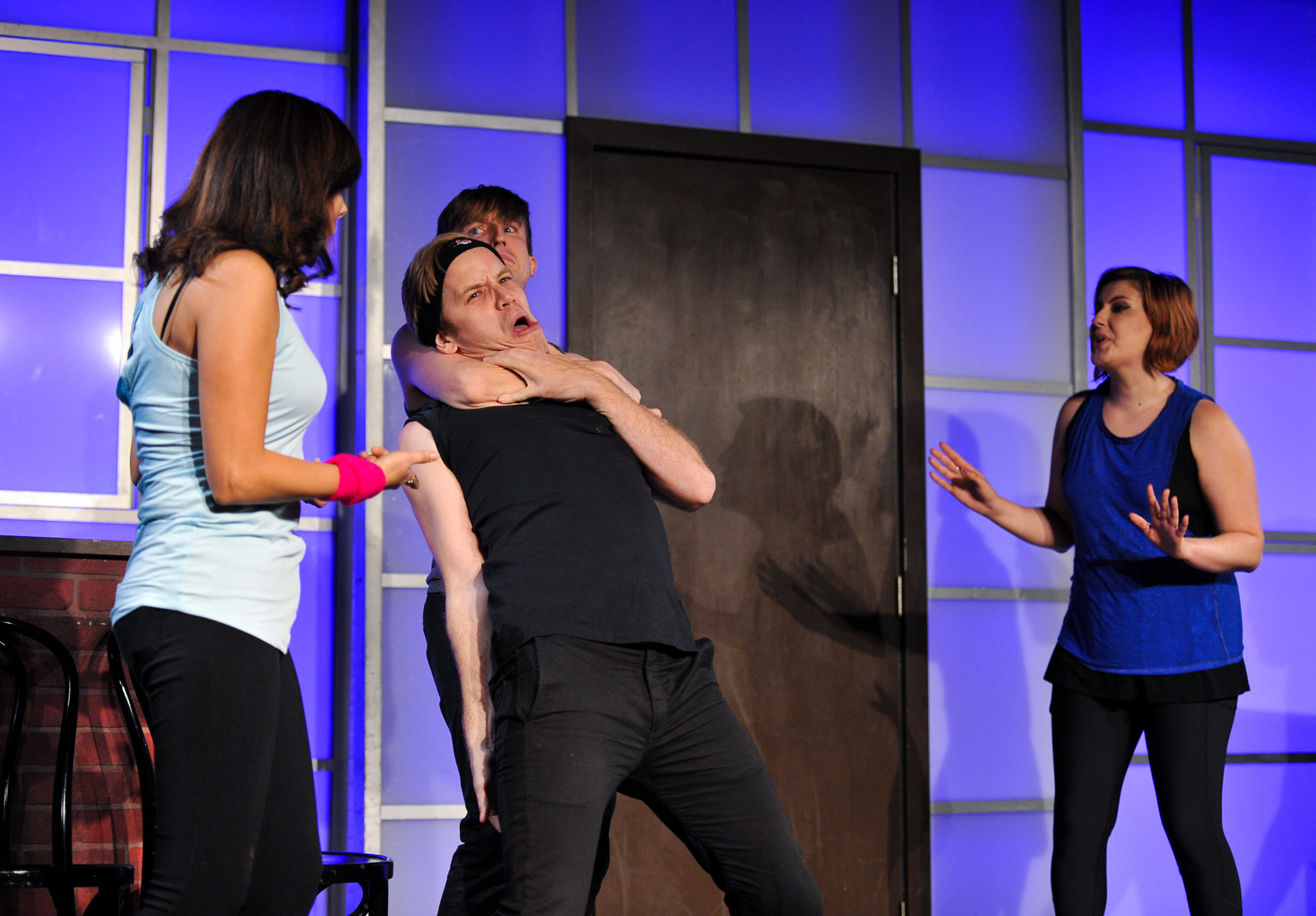
Atores de "Nightmare on Overwhelmed Street" atuando em 2018

Exemplos da utilização de esquetes na televisão e no cinema encontram-se na obra dos Monty Python — seja na série televisiva britânica Monty Python's Flying Circus, seja no filme The Meaning of Life — e no trabalho do cómico belga, Raymond Devos. 
Em Portugal, programas notórios em séries de rábulas existem desde o O Tal Canal de Herman José e a sua equipa em 1983, continuando o formato com Herman Enciclopédia, elenco de guionistas e actores que viria a ser caracterizado como uma "escola" de humor, pioneiro em Portugal do formato que geraria programas como os protagonizados pela equipa do Gato Fedorento, ou o Tele Rural, ou o Donos Disto Tudo.
No Brasil, os esquetes se  popularizaram devido aos vários humorísticos, sobretudo nas décadas de 1970 e 1980, como Os Trapalhões, Viva o Gordo e Chico Anysio Show. A equipe do Porta dos Fundos já disse ter influências de Monty Python e dos portugueses Gato Fedorento.